# Авиакосмическая и экологическая медицина
«Авиакосмическая и экологическая медицина» (название с 1991 года, до того с 1974 года назывался «Космическая биология и авиакосмическая медицина», а перед тем, с момента основания в 1967 году — «Космическая биология и медицина»; Aviakosmicheskaya i Ekologicheskaya Meditsina, ISSN 0233-528X) — рецензируемый научно-практический журнал. Публикуются статьи по теоретическим, экспериментальным и клиническим вопросам авиационной, космической медицины и биологии, морской, водолазной медицины и гипербарической физиологии, а также экологической медицины; уделяется также большое внимание освещению конференций и симпозиумов, а также вопросам истории в рамках тематики журнала. Учреждён и издаётся Государственным научным центром Российской Федерации Институтом медико-биологических проблем (ИМБП) Российской академии наук. Индексируется Chemical Abstracts, PubMed (ID: 23700619), Scopus, Springer, WoS (BIOSIS), РИНЦ, входит в перечень ВАК.

С 1997 года также издаётся историко-художественное приложение к журналу — «Космический альманах» (учредитель и издатель — ИМБП).

## Редакция
- Главный редактор — академик РАН О. И. Орлов, д.м.н., академик РАН[5].
- Председатель редакционного совета — Григорьев, Анатолий Иванович, д.м.н., профессор, академик РАН[6] (скончался 11 февраля 2023).